# Mount Dudley
Mount Dudley (n Argentinien Cerro Tres Hermanos ‚Drei-Brüder-Hügel‘) ist ein über 1375 m hoher Berg an der Fallières-Küste des Grahamlands auf der Antarktischen Halbinsel. Er ragt am Kopfende des Neny-Fjords auf und wird an seiner Nord- und Ostseite vom Neny-Gletscher begrenzt.
Die Westflanke des Bergs vermaßen 1936 Teilnehmer der British Graham Land Expedition (1934–1937) unter der Leitung des australischen Polarforschers John Rymill. Wissenschaftler der United States Antarctic Service Expedition (1939–1941) nahmen 1940 eine detailliertere Vermessungen des gesamten Bergs vor. Luftaufnahmen und solche vor Ort fertigten Teilnehmer der US-amerikanischen Ronne Antarctic Research Expedition (1947–1948) an. Finn Ronne, Leiter der Forschungsreise, benannte den Berg nach Harold M. Dudley, Geschäftsführer der Organisation American Council of Commercial Laboratories in Washington, D.C., die der Expedition diverse Ausrüstung und finanzielle Unterstützung zukommen ließ.